# Ofensiva talibana de 2021 a l'Afganistan
L'ofensiva militar dels talibans i llurs grups militants aliats contra el govern de l'Afganistan i llurs aliats va començar el 1r de maig de 2021, coincidint amb la retirada de la majoria de les tropes dels Estats Units d'Amèrica de l'Afganistan.
En els primers tres mesos de l'ofensiva, els talibans van fer importants avenços a zones rurals que els va permetre d'augmentar de 73 a 223 el nombre de districtes que controlaven, i d'aquesta manera van aïllar progressivament els centres urbans. El 6 d'agost del mateix any, els talibans ja havien capturat trenta-tres de les trenta-quatre capitals de província de l'Afganistan, i el 10 d'agost els talibans controlaven el 65% de la superfície estatal.
L'ofensiva es destaca pels ràpids guanys territorials dels talibans, així com per les seves ramificacions nacionals i internacionals. El 10 d'agost, funcionaris estatunidencs van estimar que la capital afganesa, Kabul, podria caure en mans dels talibans en un termini de 30 a 90 dies. El 15 d'agost, Associated Press va informar que els talibans havien arribat i capturat Kabul; d'aquesta manera, el govern de la República Islàmica de l'Afganistan va caure. El 15 d'agost, després de la presa de la capital, els talibans van ocupar el Palau Presidencial afganès després que el president en funcions, Ashraf Ghani, fugís del país.

## Antecedents
El setembre de 2020, més de 5.000 presoners talibans, 400 dels quals havien estat acusats i condemnats per delictes greus com l'assassinat, van ser alliberats pel govern afganès com a part de l'Acord de Doha entre els Estats Units d'Amèrica i els talibans. Segons el Consell de Seguretat Nacional de l'Afganistan, molts dels presos alliberats eren «experts» que van tornar al camp de batalla i van reforçar les tropes talibanes.
A principis del 2021, tant el Pentàgon com els dirigents afganesos creien en un continu suport estatunidenc a Kabul. Tanmateix, el president estatunidenc Joe Biden continuava amb la persistent voluntat del seu predecessor en el càrrec, Donald Trump, d'allunyar els Estats Units d'una guerra exterior perpètua, mentre que el lideratge afganès confiava constantment en la mà d'obra i el suport dels Estats Units.

## Cronologia

### Avenços talibans inicials
Al maig, els talibans van capturar 15 districtes del govern afganès, com ara els districtes de Nirkh i Jalrez a la província de Maidan Wardak. Entre els llocs capturats hi havia la presa de Dahla, a la província de Kandahar, la segona presa més gran de l'Afganistan. Durant el mes, 405 efectius de les Forces de Seguretat Nacional de l'Afganistan i 260 civils van morir durant els enfrontaments amb els talibans, mentre que el Ministeri de Defensa afganès va afirmar que va matar 2.146 combatents talibans.
A finals de maig, Portugal, Eslovènia, Espanya i Suècia havien retirat completament les seves forces armades de l'Afganistan.
Al juny, els talibans van capturar 69 districtes del govern afganès i van entrar a les ciutats de Kunduz i Puli Khumri. La ciutat de Mazar-e Xarif va ser assetjada pels talibans. Entre els llocs capturats pels talibans hi havia el principal pas fronterer de l'Afganistan amb Tadjikistan i el districte de Saydabad, a la província de Maidan Wardak, que s'anomena la «porta d'entrada» a la capital de l'Afganistan, Kabul. Pel que fa a equipament, els talibans van capturar 700 camions i Humvees de les forces de seguretat afganeses, així com desenes de vehicles blindats, drons Boeing Insitu ScanEagle i sistemes d'artilleria.
Un helicòpter de la Força Aèria Afganesa, del model Mil Mi-17, va ser abatut pels talibans i va matar tres pilots, mentre que un Sikorsky UH-60 Black Hawk va resultar danyat a terra després que els talibans fossin bombardejats per part de les Forces Armades afganeses el mateix mes. El 16 de juny, militants talibans van executar 22 comandos de l'exèrcit afganès rendits a la ciutat de Dawlat Abad. Entre els morts hi havia el major Sohrab Azimi, fill del general retirat Zahir Azimi. Va ser ascendit a títol pòstum a general de brigada. Els testimonis que ho van presenciar van declarar que l'idioma que parlaven entre ells els militants talibans «era estranger», indicant que els combatents no eren de la zona. Durant el mes, 703 Forces de Seguretat Nacional Afganeses i 208 civils van morir en els enfrontaments amb els talibans, mentre que el Ministeri de Defensa afganès va afirmar la mort de 1.535 combatents talibans. El 19 de juny, el cap de gabinet, la defensa i els ministres de l'interior de l'exèrcit nacional afganès van ser substituïts pel president Ashraf Ghani. A finals de juny, tots els països membres de la Missió de Suport Resolut havien retirat les seves tropes, excepte el Regne Unit, Turquia i els EUA.

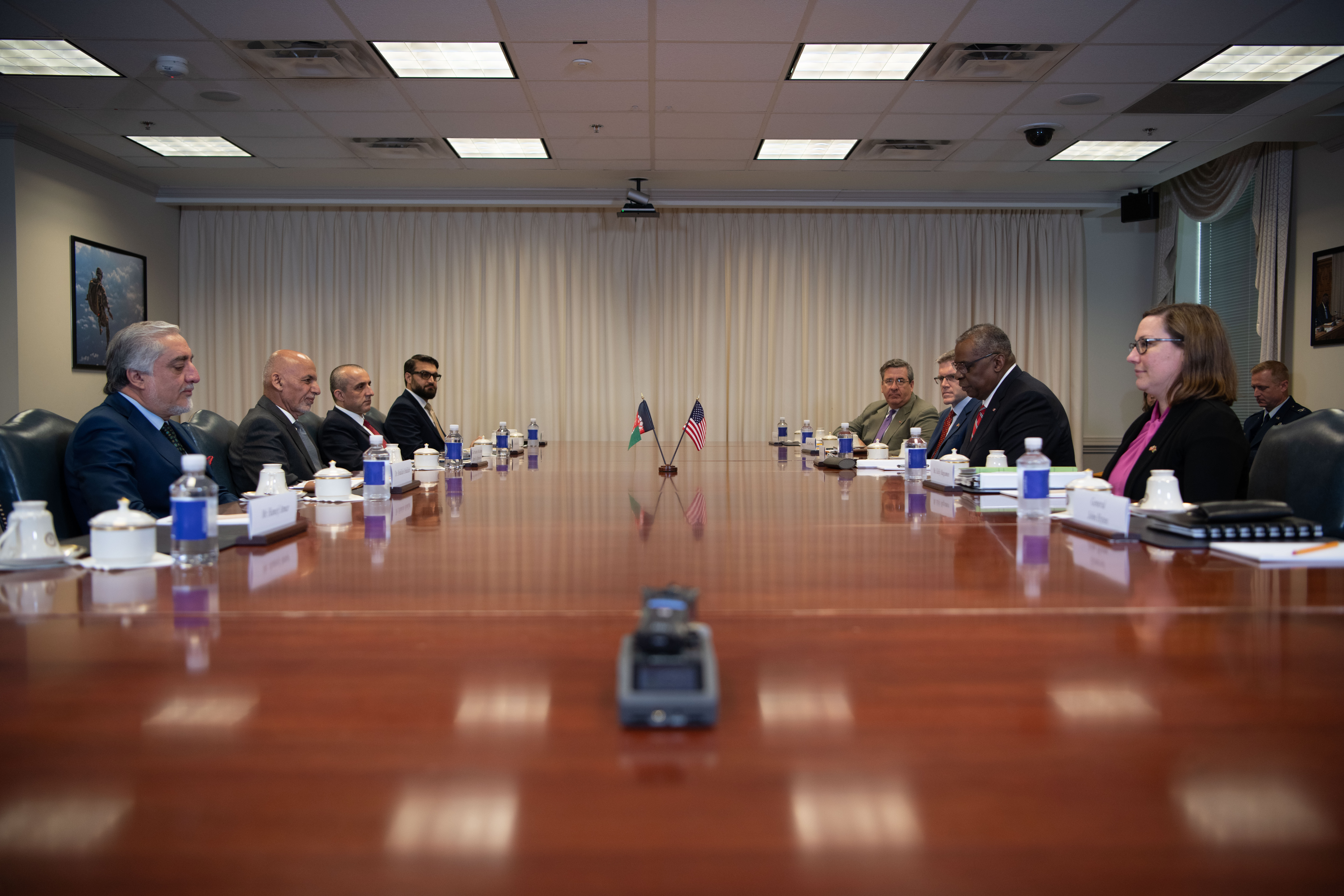
El secretari de Defensa dels Estats Units, Lloyd Austin, es va reunir amb el president afganès Ashraf Ghani el juny del 2021.

El 22 de juny, els talibans van capturar Shir Khan Bandar, el principal pas fronterer de l'Afganistan amb el Tadjikistan. 13 districtes més van caure en mans dels talibans en 24 hores. El mateix dia, també es van produir forts combats a la província de Baghlan després que les forces armades afganeses iniciessin una operació militar als afores de Pul-e-Khumri, la capital provincial, i va matar disset militants talibans, incloent-hi Qari Khalid, un comandant de la divisió talibà. Simultàniament, les forces talibanes van prendre el control de Balkh i van encerclar Mazar-e Xarif, la capital de la província de Balkh. El 23 de juny, les forces talibanes i afganeses es van enfrontar a l'interior de Pul-e Khumri.
El 25 de juny, els talibans van prendre el control del districte de Shinwari i del districte de Ghorband, a la província de Parwan, al nord de Kabul. Aquell mateix dia, NBC News va informar que els talibans «estaven sorpresos de la velocitat del seu avanç i havien evitat capturar alguns objectius per no caure en els Estats Units», i el govern afganès va llançar un programa anomenat «Mobilització nacional» que tenia com a objectiu armar grups de milícies per combatre els talibans. Mentrestant, el diputat emir talibà Sirajuddin Haqqani va emetre una sèrie d'instruccions a Voice of Jihad per al govern dels territoris confiscats a l'ofensiva.
El 27 de juny, el districte de Chaki Wardak i el districte de Saydabad van caure als talibans després que almenys 50 tropes afganeses es rendissin i fossin capturades pels talibans. El mateix dia, el districte de Rustaq, el districte de Shortepa i el districte d'Arghistan van caure en mans dels talibans. ToloNews va informar que 108 districtes van caure en mans dels talibans en els darrers dos mesos i l'exèrcit afganès només havia aconseguit tornar a prendre'n 10. El 29 de juny, els talibans van llançar una ofensiva contra Gazni, provocant violents enfrontaments a la ciutat.

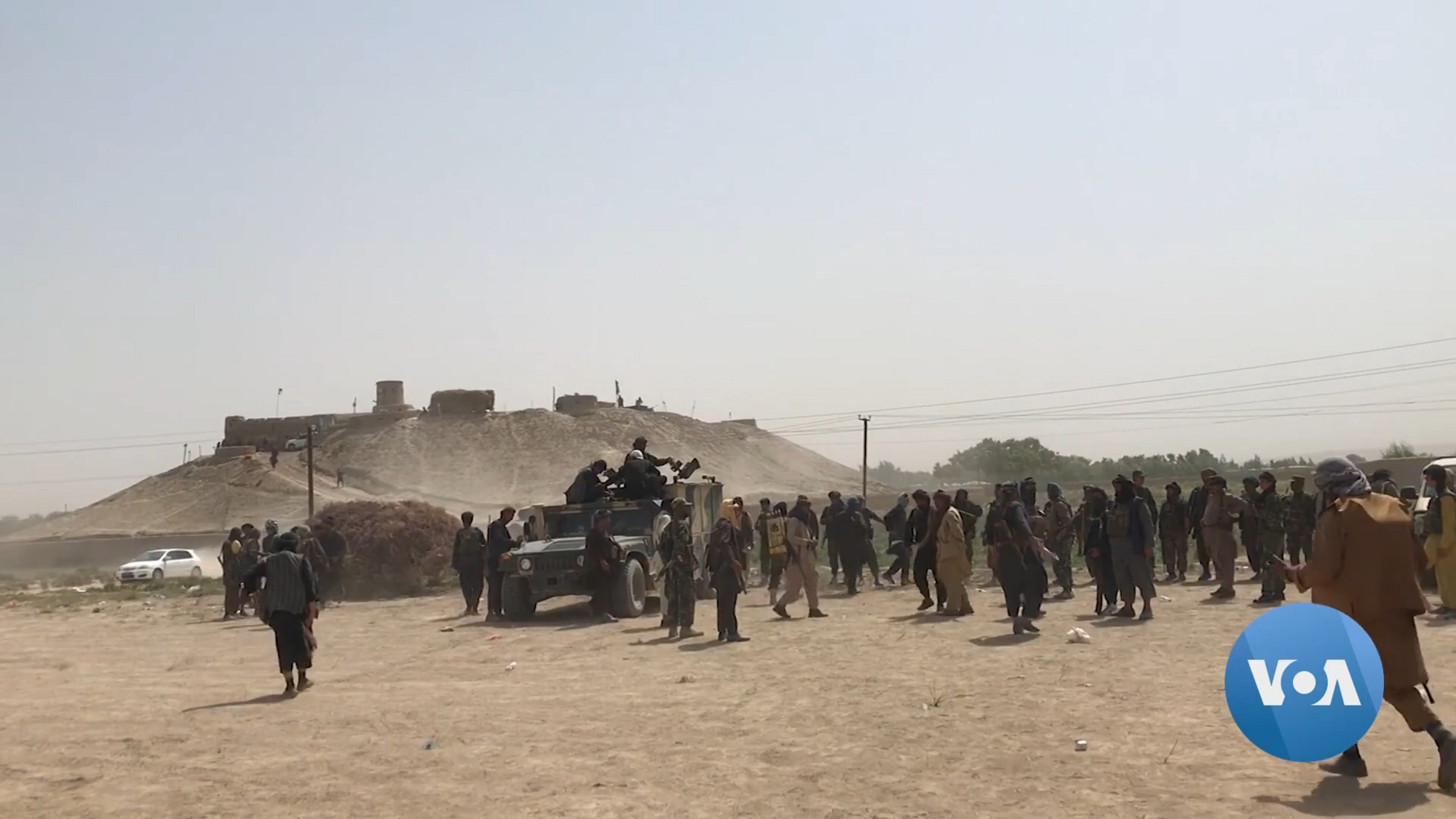
Les forces governamentals afganeses reunides a la província de Jowzjan.

El juliol, els talibans van capturar 64 districtes del govern afganès i van entrar a la segona i la tercera ciutats més grans de l'Afganistan, Kandahar i Herat, respectivament. Durant el mes, 335 Forces de Seguretat Nacional Afganeses i 189 civils van morir durant els enfrontaments amb els talibans, mentre que el Ministeri de Defensa afganès va afirmar la mort de 3.159 combatents talibans. Al voltant de 1.500 soldats afganesos van desertar i fugir al país veí del Tadjikistan, segons el seu enviat del CSTO. Els mitjans de comunicació iranians van informar que uns 300 soldats i civils afganesos havien creuat la frontera entre tots dos estats i havien entrat a l'Iran per escapar dels talibans.
El 2 de juliol, Alemanya i Itàlia van retirar les seves tropes de l'Afganistan i les tropes estatunidenques van abandonar la base aèria de Bagram, lliurant-lo a les Forces Armades afganeses.
El primer cap de setmana de juliol, centenars de dones armades van sortir als carrers del nord i el centre de l'Afganistan en manifestacions contra l'ofensiva talibana, la més gran que es va fer va produir-se a Firozkoh, la capital de la província de Ghor. El governador provincial Abdulzahir Faizzada va informar en una entrevista amb The Guardian que «moltes dones afganeses, algunes de les quals recentment van escapar dels talibans, han estat aprenent a utilitzar armes de foc per defensar-se, ja que algunes ja han lluitat contra els talibans». El portaveu talibà, Zabiullah Mujahid, va denunciar els informes com a propaganda i va declarar que «les dones mai no agafaran armes contra nosaltres». Durant el cap de setmana, els talibans van capturar nou llocs fronterers pertanyents a l'exèrcit afganès a la província de Kunar, prop de la frontera amb el Pakistan, coneguda com a Línia Durand, durant els quals 39 membres de l'exèrcit afganès es van rendir als talibans mentre que altres 31 van fugir al Pakistan.
El 5 de juliol, el president tadjik Emomali Rahmon va anunciar el desplegament de 20.000 efectius a la frontera entre l'Afganistan i el Tadjikistan, per tal d'evitar un desbordament de la guerra afganesa al Tadjikistan. El 9 de juliol, l'Organització del Tractat de Seguretat Col·lectiva (OTSC) va anunciar que la Federació Russa desplegaria 7.000 efectius a la frontera també per ajudar el Tadjikistan. El 7 de juliol, les forces oficialistes van derrotar un intent talibà de capturar la ciutat de Qala-e Naw. El 8 de juliol, els talibans van capturar l'important districte estratègic de Karakh a la província d'Herat.

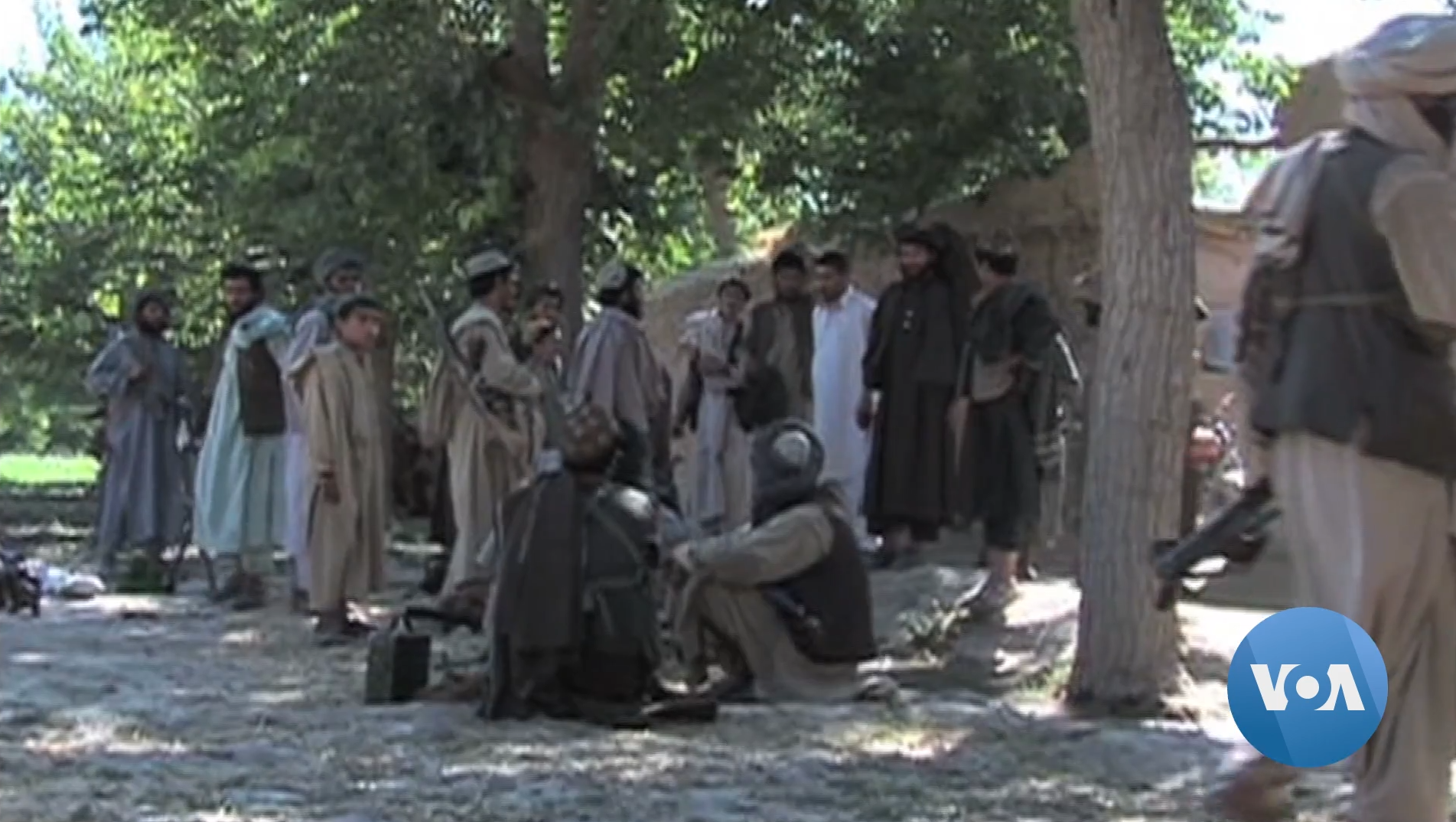
Militants talibans descansen en un poble.

El 8 de juliol, soldats afganesos van executar un vilatà afganès fent-lo seure en un artefacte explosiu improvisat (IED) abans que explotés. La víctima, anomenada Barakatullah, va ser acusada d'ajudar els talibans per part de la policia afganesa i la milícia antitalibana. El pare de Barakatullah va negar que el seu fill treballés amb els talibans. L'incident va tenir lloc al sud de la ciutat de Sharana, la capital de la província de Paktika, i el vídeo de l'incident es va penjar a TikTok. L'equip d'Observadors de France 24 va poder verificar i geolocalitzar el vídeo. Fawad Aman, portaveu del ministeri de defensa afganès, va negar que es produís aquest incident. Un periodista afganès, Naseeb Zadran, va dir que no es tractava d'un incident aïllat i que reflecteix la impunitat de l'exèrcit afganès.
El 10 de juliol, els talibans van capturar el districte de Panjwayi a la província de Kandahar. Els talibans també van envoltar la ciutat de Gazni, al centre de l'Afganistan. Els passos fronterers de Torghundi amb el Turkmenistan i Islam Qala amb l'Iran van ser capturats pels talibans. Durant la captura del pas fronterer d'Islam Qala, alguns funcionaris afganesos de seguretat i duanes van fugir de la frontera amb l'Iran per escapar dels talibans. L'11 de juliol, el ministre de Defensa australià, Peter Dutton, va anunciar el final de la seva presència militar a l'Afganistan, amb els últims 80 efectius que havien abandonat el país les darreres setmanes. El 12 de juliol, el comandant de les forces nord-americanes i de l'OTAN a l'Afganistan, Austin S. Miller, va deixar el seu càrrec. Des del 12 de juliol, els talibans van confiscar 148 districtes del govern afganès. El 14 de juliol, el pasfronterer afganès a Spin Boldak va ser capturat per la força talibana; El periodista indi danès Siddiqui de l'agència Reuters va ser assassinat allà mentre cobria els combats dos dies després.
El 12 de juliol, el president del Turkmenistan, Gurbanguly Berdimuhamedow, va ordenar el desplegament de tropes, armes pesades i armadures a la frontera entre l'Afganistan i el Turkmenistan, per tal d'evitar un desbordament del conflicte afganès al Turkmenistan. El 16 de juliol, l'Uzbekistan va organitzar una conferència entre diversos líders de la regió i diplomàtics estrangers, incloent-hi el president afganès Ashraf Ghani, per tal de promoure la pau i evitar una guerra civil.

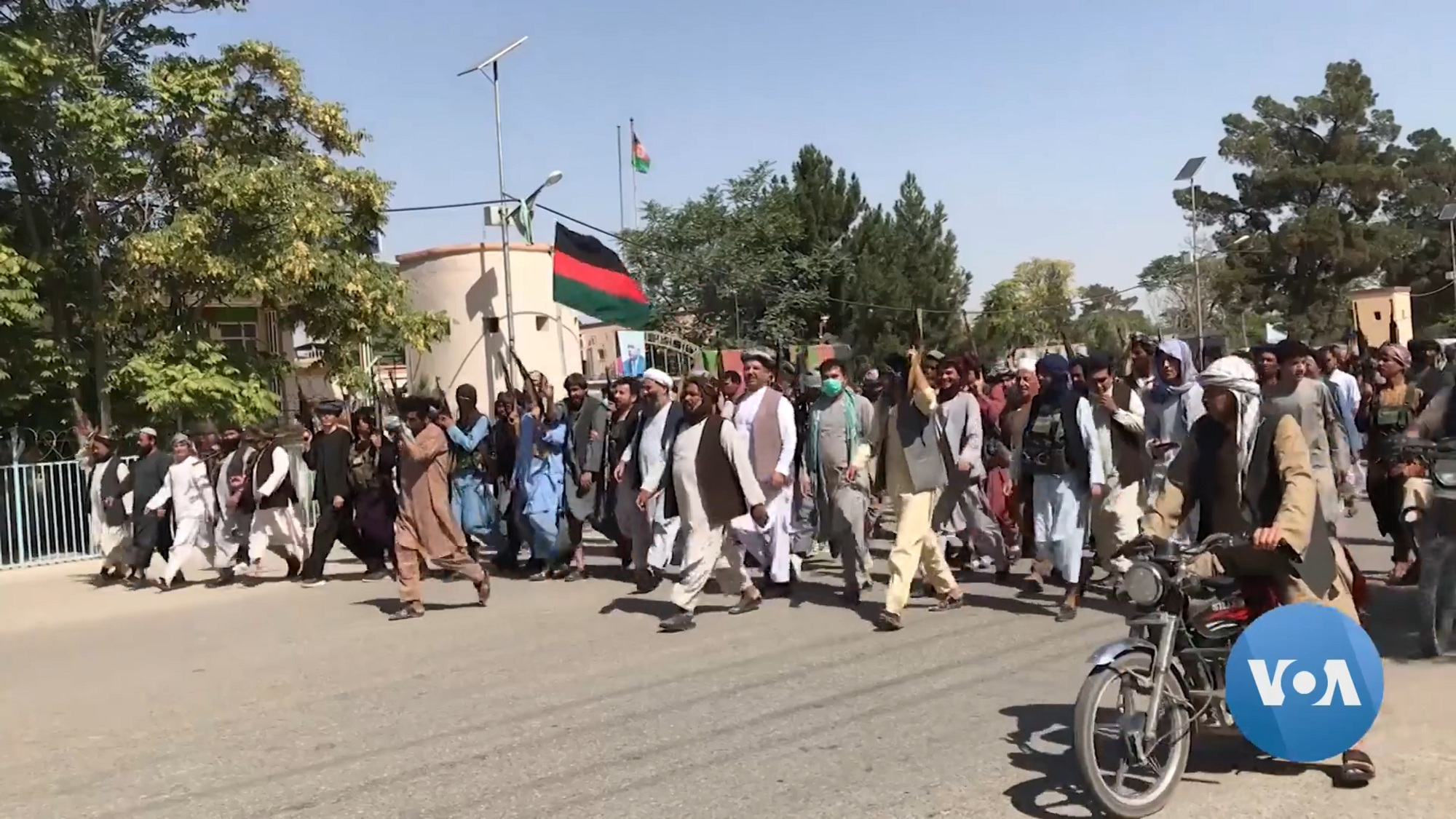
Manifestacions de població civil local armats per donar suport al govern afganès a la província de Jowzjan.

El 21 de juliol, el president de la Junta de Caps de l'Estat Major dels Estats Units, Mark Milley, va informar que la meitat de tots els districtes afganesos estaven sota control dels talibans i que aquest impuls era un avantatge al costat dels talibans. El 22 de juliol, el Pentàgon va confirmar que la Força Aèria dels Estats Units havia dut a terme quatre atacs aeris a l'Afganistan a petició de funcionaris afganesos. Dos atacs aeris destinats a destruir l'equip militar capturat pels talibans de les forces de seguretat afganeses; una arma d'artilleria i un vehicle militar van ser destruïts. Mentrestant, la batalla per la ciutat de Kandahar va continuar, sent l'assentament essencialment assetjat pels rebels. Tots els districtes circumdants, excepte el districte de Daman, havien caigut sota el control dels talibans i només el camp aeri de Kandahar (crucial per proveir les forces de seguretat locals) va romandre sota el control total del govern. Segons el Long War Journal del FDD, la caiguda potencial del districte de Daman als insurrectes dificultaria extremadament les forces governamentals per aguantar la ciutat de Kandahar. El 22 de juliol, 100 persones van morir en un tiroteig massiu a Spin Boldak, província de Kandahar. No obstant això, les forces oficialistes també van obtenir victòries a la província de Bamyan, ja que les milícies locals i la policia van recuperar els districtes de Saighan i Kahmard dels talibans, i a la província d'Herat, on el govern va recuperar el districte de Karakh.
El 24 de juliol, el govern va imposar un toc de queda entre les deu de la nit i les quatre de la matinada a totes les províncies del país exceptuant-ne tres per tal de «frenar la violència i reduir els moviments i avenços dels talibans».

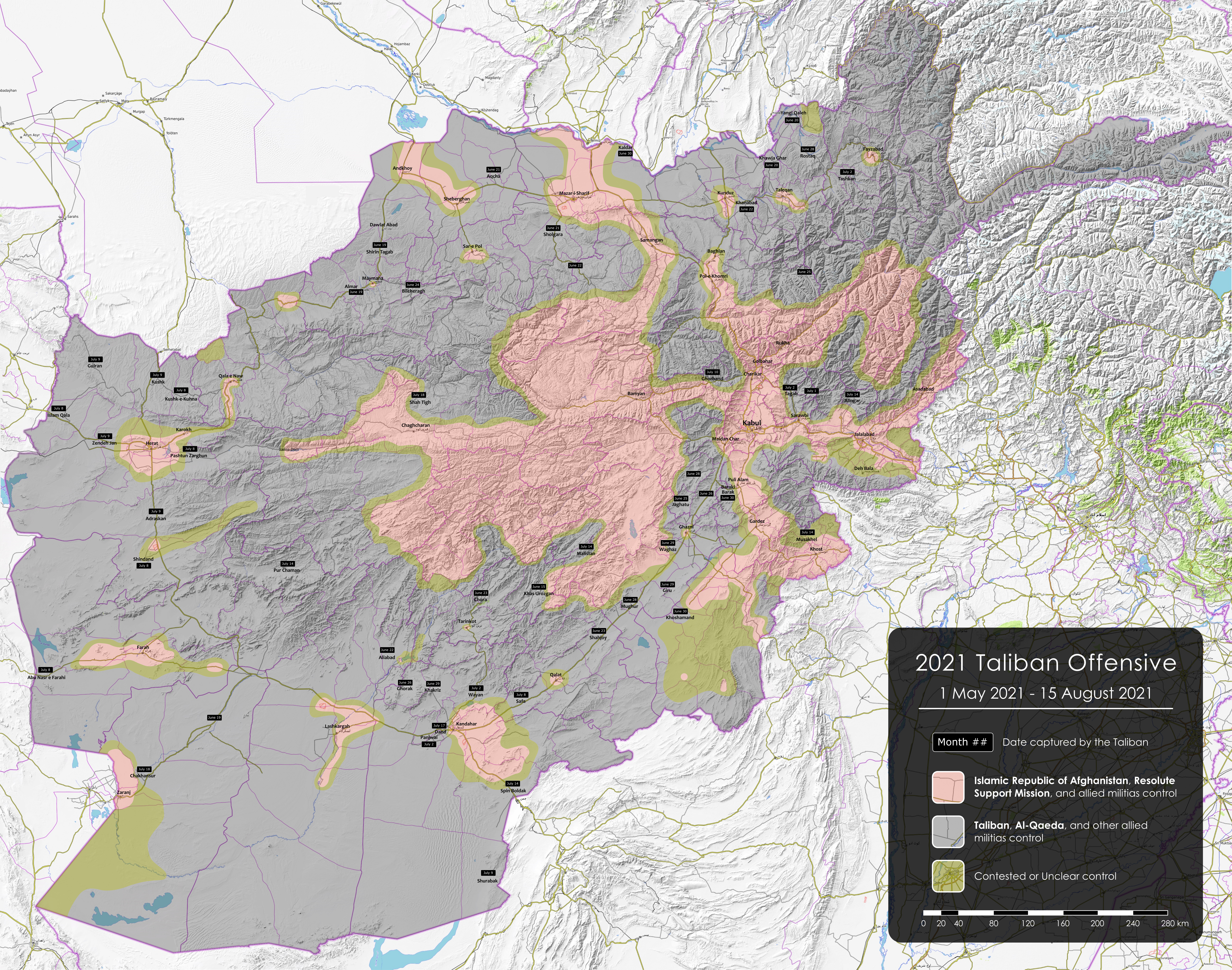
Mapa de l'Afganistan amb la situació de control territorial el 25 de juliol.

El 26 de juliol, un informe del representant de les Nacions Unides Deborah Lyons mostrava un fort augment de morts civils com a conseqüència dels combats entre el govern i els talibans. Lyons va demanar a totes duesnparts que protegissin els civils, ja que digué que «estan matant dones i nens». El mateix dia, prop de 46 tropes afganeses, inclosos 5 oficials, van buscar refugi al Pakistan després que no poguessin defensar el seu lloc militar.
El 28 de juliol, una delegació dels talibans es va reunir a Tientsin amb el ministre d'Afers Exteriors xinès, Wang Yi, que va comprometre el suport de la República Popular de la Xina als talibans amb la condició que tallessin llaços amb el Partit Islàmic del Turquestan Oriental, prometent «tornar als talibans al corrent polític» i oferint acollir converses de pau entre el govern de l'Afganistan i els talibans.
El 31 de juliol, els talibans havien entrat a les capitals de província de les províncies d'Helmand i Herat, capturant desenes de districtes en aquestes províncies i capturant passos fronterers amb l'Iran i el Turkmenistan. Entre d'altres, l'important districte de Karakh a Herat va ser novament envoltat pels rebels. Els insurgents també van tallar la carretera entre l'Aeroport Internacional d'Herat i la ciutat d'Herat, tot i que l'aeroport va romandre sota control governamental. El Long War Journal va argumentar que la capacitat del govern de mantenir el control de la ciutat d'Herat sense que l'aeroport subministrés els defensors era qüestionable. Mentrestant, la ciutat de Kandahar seguia essent disputada.

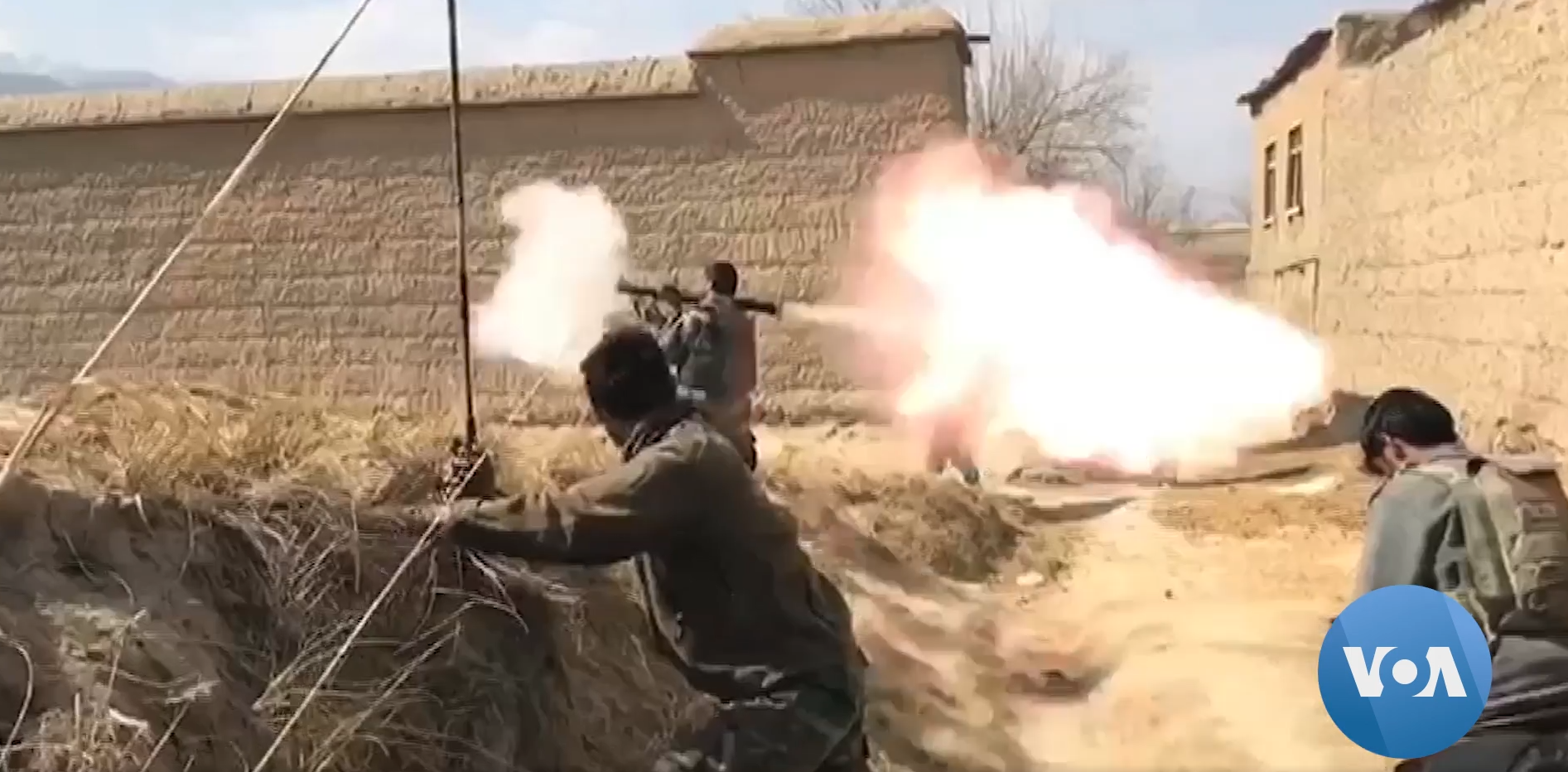
Soldats de l'exèrcit nacional afganès en combat amb els talibans.

De l'1 al 2 d'agost, les zones de Safian, Qala-e-Kohneh i Kariz, als afores de Lashkar Gah, van caure en mans dels talibans. Els enfrontaments entre els talibans i el govern també van tenir lloc als suburbis de la ciutat, amb la Força Aèria Afganesa i la Força Aèria dels Estats Units que van atacar les posicions dels talibans. El 3 d'agost van morir 40 civils i van haver més de 100 ferits durant els combats. Després de capturar l'emissora de ràdio de Lashkar Gah, els talibans van començar a emetre la seva programació Voice of Sharia. Els rebels també van començar a atacar l'aeroport de la ciutat. Mentrestant, el govern va enviar reforços per evitar que la ciutat caigués en mans dels insurgents.
El 3 d'agost, 13 persones, inclosos cinc atacants, van morir en un bombardeig i tiroteig dels talibans a Kabul. L'operació d'estil inghimasi, duta a terme pel «Batalló de martiri» dels talibans, dirigida a matar el ministre de Defensa Bismillah Khan Mohammadi, va sobreviure a l'atac. Mohammadi va ser descrit pel Long War Journal com «una de les figures clau del govern responsables de combatre l'ofensiva dels talibans».
Des del 5 d'agost, 115 efectius de les Forces de Seguretat Nacional afganeses i 58 civils van morir durant els enfrontaments amb els talibans, mentre que el ministeri de defensa afganès va afirmar la mort de 3.197 combatents talibans des de principis de mes.

### Caiguda de les capitals de província
| Data                                | Província  | Capital         | Comanda |
| ----------------------------------- | ---------- | --------------- | ------- |
| 6 d'agost                           | Nimruz     | Zaranj          | 1       |
| 7 d'agost                           | Jowzjan    | Sheberghan      | 2       |
| 8 d'agost                           | Kunduz     | Kunduz          | 3-4     |
| 8 d'agost                           | Sar-e Pol  | Sar-e Pol       | 3-4     |
| 8 d'agost                           | Takhar     | Taloqan         | 5       |
| 9 d'agost                           | Samangan   | Samangan        | 6       |
| 10 d'agost                          | Farah      | Farah           | 7       |
| 10 d'agost                          | Baghlan    | Puli Khumri     | 8       |
| 11 d'agost                          | Badakhshan | Fayzabad        | 9       |
| 12 d'agost                          | Gazni      | Gazni           | 10      |
| 12 d'agost                          | Herat      | Herat           | 11      |
| 12 d'agost                          | Badghis    | Qala-e Naw      | 12      |
| 12 d'agost                          | Kandahar   | Kandahar        | 13      |
| 13 d'agost                          | Helmand    | Lashkargah      | 14      |
| 13 d'agost                          | Ghor       | Chaghcharan     | 15      |
| 13 d'agost                          | Lowgar     | Pol-e Alam      | 16-18   |
| 13 d'agost                          | Zabul      | Kalat-i Ghilzai | 16-18   |
| 13 d'agost                          | Oruzgan    | Tarin Kowt      | 16-18   |
| 14 d'agost                          | Paktia     | Gardez          | 19      |
| 14 d'agost                          | Paktika    | Sharan          | 20      |
| 14 d'agost                          | Kunar      | Assadabad       | 21      |
| 14 d'agost                          | Faryab     | Maymana         | 22      |
| 14 d'agost                          | Laghman    | Mihtarlam       | 23      |
| 14 d'agost                          | Daykundi   | Nili            | 24      |
| 14 d'agost                          | Balkh      | Mazar-e Xarif   | 25      |
| 15 d'agost                          | Nangarhar  | Jalalabad       | 26      |
| 15 d'agost                          | Wardak     | Maidan Shar     | 27      |
| 15 d'agost                          | Khost      | Khost           | 28      |
| 15 d'agost                          | Bamiyan    | Bamian          | 29      |
| 15 d'agost                          | Kapisa     | Mahmud-e Raqi   | 30      |
| 15 d'agost                          | Parwan     | Charikar        | 31      |
| 15 d'agost                          | Nuristan   | Parun           | 32      |
| 15 d'agost                          | Kabul      | Kabul           | 33      |
| Sota control provisional del govern | Panjshir   | Bazarak         |         |

El 6 d'agost, els talibans van assassinar Dawa Khan Minapal, cap del Centre d'Informació i Mitjans de Comunicació del Govern, a Kabul. El mateix dia es van informar de forts combats a la província de Jowzjan quan els talibans van entrar a la capital provincial, Sheberghan. Els talibans van confirmar la responsabilitat de l'assassinat de Minapal i van advertir que es dirigiria a alts càrrecs de l'administració en represàlia per l'increment d'atacs aeris. El mateix dia, els talibans van capturar la capital provincial de la província de Nimroz, Zaranj, convertint-la en la primera captura pels talibans d'una capital provincial des de la invasió estatunidenca del 2001. Els rebels van procedir a obrir les presons locals, cosa que va permetre escapar a molts reclusos. Com que Zaranj havia estat capturat gairebé sense resistència, el periodista afganès Bilal Sarwary va expressar les sospites que algú havia venut la ciutat als talibans. Publicacions a les xarxes socials van suggerir que els talibans van ser acollits per alguns residents de la ciutat que tenen una llarga història d'il·legalitat. Les imatges que apareixien a les xarxes socials mostraven que els combatents talibans conduïen Humvees militars capturats, tot terrenys de luxe i camionetes pels carrers mentre enarboraven banderes talibanes mentre els residents locals, principalment joves, els animaven. Un enviat de l'ONU també va advertir que el país entrava en una «fase més mortal» de la guerra Els governs de Regne Unit i Estats Units van advertir els seus ciutadans que abandonessin l'Afganistan enmig de l'avanç dels talibans i de l'empitjorament de la situació de seguretat.
El 7 d'agost, els talibans havien capturat Sheberghan, convertint-la en la segona presa d'una capital de província. Abdul Rashid Dostum, l'exsenyor de la guerra i l'home fort que tradicionalment havia dominat la ciutat, va agafar els seus seguidors i va fugir al districte de Khwaja Du Koh, l'única àrea de la província de Jowzjan que encara estava al govern. Mentrestant, les forces oficialistes havien quedat reduïdes a una butxaca de resistència a Lashkar Gah, mentre Kandahar i Herat van romandre aferrissadament disputades. Els insurgents també van llançar incursions reiterades a les altres capitals de província. El mateix dia, els bombarders nord-americans B-52 van dur a terme atacs aeris contra els talibans a l'Afganistan,des de la base aèria Al Udeid del Qatar. Els Estats Units també feien servir drons Reaper armats i armes de foc AC-130 Spectre que, segons els informes, començaven atacs diaris contra objectius al voltant de Kandahar, Herat i Lashkargah. La resta de defensa terrestre de Lashkargah i Kandahar estava organitzada principalment per centenars de comandos afganesos que havien estat envoltats pels insurgents; atès que aquests soldats eren les tropes més ben entrenades i motivades de l'exèrcit afganès, el Long War Journal va argumentar que la seva pèrdua seria un revés important pel que fa a l'eficàcia futura de les forces de seguretat afganeses. L'f llançava avions ràpids per donar suport a les missions. L'ambaixada nord-americana a Kabul va instar tots els nord-americans a deixar el país immediatament a causa de les preocupacions de seguretat augmentades i la incapacitat de l'ambaixada per garantir la seguretat dels ciutadans nord-americans a causa de la reducció de personal a l'ambaixada.
L'endemà, els talibans van capturar les ciutats de Kunduz i Sar-e Pol després de forts enfrontaments amb les Forces de Seguretat Nacional afganeses. En les batalles per les dues ciutats, es van informar de desercions massives, ja que molts soldats de l'exèrcit nacional afganès havien estat desmotivats pel ràpid avanç rebel i la propaganda talibana. Les forces oficialistes només van poder aguantar la base militar i l'aeroport de Kunduz. La premsa va descriure la captura de Kunduz com «el guany més important per als talibans des que van llançar la seva ofensiva al maig», essent la ciutat un dels assentaments més grans de l'Afganistan, ben connectada amb altres llocs notables del país, inclosa Kabul i considerada part d'una de les principals rutes de contraban de drogues a l'Àsia central. La batalla per Kunduz va involucrar la Unitat Roja, les tropes de xoc de l'elit talibà, i va donar lloc a la llibertat de centenars de presoners, inclosos els comandants talibans. La ciutat de Taloqan també va ser presa pels talibans a finals del 8 d'agost, convertint-la en la cinquena capital provincial en caure. Les forces governamentals es van retirar de la ciutat després del migdia, reprenent el districte de Warsaj i el districte de Farkhar.
El 9 d'agost, els talibans van capturar Samangan, la capital de província homònima. El sotsgovernador Sefatullah Samangani va dir a l'agència de notícies France-Presse que les forces governamentals s'havien retirat de la ciutat sense lluitar després que els representants de la comunitat havien sol·licitat que s'alliberés de més violència. El mateix dia, Asif Azimi, antic senador de Samangan i un destacat senyor de la guerra del partit Jamiati Islami, va desertar dels talibans. Azimi va dir que centenars d'homes sota el seu comandament també havien abandonat els talibans. El president Ashraf Ghani i altres líders polítics també van acordar formar un centre de comandament conjunt per coordinar i ajudar amb les forces de l'aixecament públic.
Els combats es van intensificar al voltant de Mazar-e Xarif el 10 d'agost. A Farah, capital de la província homònima, els talibans havien pres el control del recinte del governador després de forts combats entre els talibans i les forces governamentals. També havien pres el control de la seu de la policia i de la presó. Tot i que van continuar els forts combats, Farah es va convertir en la setena capital provincial en caure. Una vuitena capital provincial, Puli Khumri de província de Baghlan, també va ser capturada el 10 d'agost.
L'11 d'agost, Fayzabad, província de Badakhxan, es va convertir en la novena capital provincial capturada pels talibans. Després que els talibans arribessin a les portes de la ciutat, les forces governamentals van decidir retirar-se al districte de Farkhar i unir-s'hi amb les forces de seguretat des de la caiguda de Taloqan. Abans de la invasió dels Estats Units, Fayzabad havia estat la seu de l'Aliança del Nord. El mateix dia, els talibans van capturar l'aeroport de Kunduz i una important base militar pertanyent al cos de Pamir 217 després que es rendissin centenars de tropes afganeses, assegurant el control dels talibans sobre el seu equipament militar a Kunduz. La base militar era responsable de la seguretat de Kunduz, Takhar i Badakhshan i era una de les vuit instal·lacions d'aquest tipus a l'Afganistan; la seva caiguda va reduir encara més la moral que patia l'exèrcit nacional afganès, alhora que va fer impossible una contraofensiva governamental per alleujar Mazar-e Xarif. L'agència de notícies Deutsche Presse-Agentur va citar dos consellers locals que van dir que tot el 217è cos de Pamir es va rendir a les forces talibanes a Kunduz. Un portaveu dels talibans també va publicar un vídeo a la xarxa social de microblogging Twitter que suposadament mostrava soldats del govern que s’incorporaven a les files dels militants. Les tropes assetjades del cos Pamir del 217 havien aguantat durant tres dies abans de rendir-se; una gran quantitat d'equipament militar va ser capturat pels rebels a la base i l'aeroport. A més, el dia es va veure la substitució del general Wali Mohammad Ahmadzai pel general Haibatullah Alizai com a nou cap de gabinet de l'exèrcit afganès. El general sortint Ahmadzai va exercir com a cap de gabinet de l'exèrcit afganès des que va assumir el càrrec el juny de 2021.
El 12 d'agost, els talibans van capturar la ciutat de Gazni, convertint-la en la desena capital provincial a caure en una setmana. La ciutat es troba al llarg de l'autopista Kabul-Kandahar, que serveix de porta d'entrada entre Kabul i les fortaleses del sud. El governador de la província de Gazni aviat va ser arrestat a Wardak per«rendir-se sense lluita» a canvi d'un pas segur. El mateix dia, el govern central va oferir una proposta de «repartiment de poder» en lloc de l'alto el foc; els talibans van rebutjar aquesta oferta afirmant que volia establir un nou emirat islàmic. El mateix dia també va caure l'estratègica base aèria de Shindand a Herat i la captura de dos helicòpters UH-60 Black Hawk estacionats a la base aèria. Aquella nit, Herat, la tercera ciutat més gran de l'Afganistan i la capital de la província homònima, va caure en mans dels talibans. La caiguda d'Herat, després de dues setmanes de setge, va obligar Ismail Khan i altres alts càrrecs i forces governamentals a buscar refugi en un aeroport provincial i el cos de l'exèrcit fora de la ciutat. Al matí, Khan, junt amb Abdul Rahman Rahman, viceministre de l'interior, i Hasib Sediqi, cap de la direcció nacional de seguretat a Herat, es van rendir als talibans. El comandant del 207è Cos Zafar, Khyal Nabi Ahmadzai, i milers de forces governamentals també es van rendir als talibans. Segons els funcionaris locals, tot un cos de l'exèrcit afganès a la ciutat d'Herat es va esfondrar. En aquest punt, controlaven 11 de les 34 capitals de província de l'Afganistan. Els talibans també havien llançat un assalt contra Qala-e Naw, capturant la ciutat després de no fer-ho al juliol.
Durant la nit, Kandahar va ser capturat pels talibans: els forts xocs al voltant de la ciutat van provocar la retirada de l'exèrcit afganès, augmentant així el nombre de capitals de província controlades pels talibans a tretze.

### Transport aeri dirigit pels Estats Units
Unes hores després de la caiguda d'Herat, els governs dels Estats Units i el Regne Unit van anunciar el desplegament de 3.000 i 600 de les seves tropes respectivament a l'aeroport de Kabul, per tal de garantir el transport aeri dels seus nacionals, del personal de l'ambaixada i dels civils afganesos que treballaven amb les forces de la coalició fora del país. Els funcionaris van dir que el primer desplegament es produiria en les pròximes 24 a 48 hores i que es completaria a finals de mes. Segons aquestes fonts, el pla consisteix a utilitzar avions xàrter per a l'evacuació a l'aeroport de Kabul, que encara està obert amb avions comercials que volen, tot i que s'utilitzaran avions militars si això és impossible. Segons el govern britànic, l'evacuació i el seu calendari feia temps que estaven previstos, mentre que un funcionari afganès va dir que el calendari es va avançar a mesura que la situació de seguretat es va deteriorar ràpidament. A més de les 3.000 tropes estatunidenques, hi hauria 3.500 addicionals en espera a Kuwait en cas que la situació s'escali fins a un conflicte armat amb els talibans. El Canadà va anunciar que es desplegaran unitats de les forces especials canadenques per evacuar el personal de l'ambaixada a Kabul, que acull famílies afganeses que han treballat amb personal canadenc en el passat. Els governs danès i noruec van anunciar que les seves ambaixades a Kabul es tancaran per motius de seguretat i faran plans per evacuar el seu personal diplomàtic i els afganesos que treballaven al seu costat.
Després de diverses setmanes de combats a la batalla de Lashkargah, la ciutat de Lashkargah, capital de la província d'Helmand, va ser capturada pels talibans el 13 d'agost. El mateix dia, els talibans van prendre el control de Tshaghtsharan (també anomenat Firozkoh), la capital de la província de Ghur. Els funcionaris van dir que la ciutat va caure sense cap combat, convertint-se en la quinzena capital provincial que va caure als talibans en una setmana. Firozkoh té una població de prop de 132.000 habitants. Més tard, el 13 d'agost, els talibans van capturar Pol-e Alam, Kalat-i-Ghilzai i Tarin Kowt, les capitals provincials de les províncies de Lowgar, Zabul i Oruzgan respectivament. Els lleials del govern van defensar decididament Lowgar abans de ser envaïts, mentre que Zabul i Oruzgan només es van lliurar als rebels després que els defensors locals van considerar que la seva situació era insostenible i van optar per retirar-se. En canvi, Qalat i Fayroz Koh van caure sense lluitar. Qalat havia estat privat dels defensors que havien estat enviats a Kandahar i els funcionaris de Fayroz Koh van preferir negociar una presa de comptes en lloc de ser lllançats per l'ofensiva dels taliban». El Long War Journal va argumentar que la caiguda d'aquestes capitals de província va permetre als talibans assetjar Kabul i va descriure el govern afganès com «un govern a la vora del col·lapse».
El 14 d'agost de 2021, els talibans van capturar set capitals provincials; Gardez, Sharan, Assadabad, Maymana, Methar Lam, Nili, i Mazar-e Xarif, la quarta ciutat més gran de l'Afganistan. Dos antics senyors de la guerra antitalibans, Dostum i Atta Muhammad Nur, van fugir a l'Uzbekistan. Abas Ebrahimzada, un legislador de la província de Balkh, va dir que a Mazar-e Xarif, l'exèrcit nacional es va rendir primer, cosa que va provocar que la milícia oficialista i altres forces perdessin la moral i es rendissin davant l'atac dels talibans a la ciutat. Després de la pèrdua de la ciutat, Atta Muhammad Nur va afirmar en una publicació a Facebook que la seva derrota a Mazar-e Xarif estava prevista i va fer responsable a les forces governamentals de la derrota. No va especificar qui hi havia darrere de la conspiració, ni va proporcionar cap altre detall que digués que ell i Dostum es trobaven en un lloc segur. Més tard, les forces talibanes també van entrar a Maidan Shar, centre de la província de Wardak. En aquest punt, els rebels havien envoltat Kabul, mentre que l'exèrcit nacional afganès havia caigut en el caos després de la seva ràpida derrota a tot el país. Només el 201è cos i la 111a divisió, ambdós amb seu a la capital afganesa, van quedar operatius.
A principis del 15 d'agost de 2021, els talibans van entrar sense oposició a Jalalabad, la capital de la província de Nangarhar. Va ser la vint-i-sisena capital provincial que va caure i la seva captura va deixar Kabul com a l'última gran ciutat sota control del govern afganès. Poc després, també van caure Khost, Bamyan, Mahmud-e Raqi, Charikar i Parun.
El mateix dia, les autoritats de l'Uzbekistan van detenir 84 soldats afganesos que havien creuat la frontera i van proporcionar ajuda mèdica tant als soldats detinguts com un grup de soldats que s’havien reunit al costat afganès del pont de Termez-Khairaton.

### Caiguda de Kabul
El mateix dia, 15 d'agost, tot i emetre un comunicat dient que «no té plans per prendre la capital afganesa per la força», els talibans entraren als afores de Kabul des de múltiples direccions, incloent-hi Kalakan Districte, Qarabagh Districte, i Paghman Districte. Es va denunciar un apagament energètic a tota la ciutat i un possible assalt i aixecament de presos a la presó de Pul-e-Charkhi. Els helicòpters Boook CH-47 Chinook i Sikorsky UH-60 Black Hawk van començar a aterrar a l'ambaixada estatunidenca a Kabul per realitzar evacuacions i els diplomàtics van triturar i cremar ràpidament documents classificats.
El ministeri de l'interior afganès va anunciar que l'president Ashraf Ghani havia decidit renunciar al poder i es constituiria un govern provisional dirigit pels talibans; l'expresident Hamid Karzai havia de formar part de l'equip de negociació. Els talibans van ordenar als seus combatents que esperessin una transferència pacífica de poder i que no entressin a Kabul per la força. Les forces de seguretat van lliurar la base aèria de Bagram als talibans; la base aèria alberga prop de 5.000 talibans i estat islàmic de l'Iraq i els presos del Llevant. Posteriorment es va informar que el president Ghani havia abandonat el país.
El 16 d'agost, el portaveu dels talibans, Mohammad Naeem, va anunciar en una entrevista al mitjà àrab Al Jazeera que la guerra s'havia acabat a l'Afganistan. També va dir que els talibans han aconseguit el que volien; no permetran que el territori de l'Afganistan s'utilitzi contra ningú ni tampoc no volen fer mal a ningú.

### Nou govern dels talibans
Amb la victòria dels talibans l'agost de 2021, Haibatullah Akhundzada es va convertir en el líder suprem a l'Afganistan i Muhàmmad Hàssan Akhund fou nomenat primer ministre.

### Resistència del Panjshir
Després de la caiguda de Kabul, antics membres de l'Aliança del Nord i figures antitalibans han format una aliança militar anomenada Resistència del Panjshir o Segona Resistència, sota el lideratge de Ahmad Massoud i l'exvicepresident Amrullah Saleh. S'ha establert a la vall de Panjshir, que va ser una important base d'operacions de l'Aliança del Nord original. El 17 d'agost de 2021, el vicepresident afganès Amrullah Saleh es va declarar president interí de l'Afganistan a la vall de Panjshir segons la constitució del país. Amb la caiguda de Kabul, la vall es converteix en la principal resistència organitzada contra els talibans a l'Afganistan.

### Khyber Pakhtunkhwa i Balutxistan
Des que els talibans afganesos van tornar al poder amb la victòria a l'ofensiva de 2021, el Pakistan ha vist un nombre creixent d'atacs violents, especialment a Khyber Pakhtunkhwa i el Balutxistan, tots dos fronterers amb l'Afganistan.

## Anàlisi

### Esfondrament del govern afganès

#### Qüestions estructurals
Els oficials de l'exèrcit afganès corruptes que lideren batallons fantasmes, que s’endinsen els sous dels soldats absents, és un tema conegut de l'exèrcit afganès. En un informe del 2016, l'inspector general especial per a la reconstrucció de l'Afganistan (SIGAR) deia que «ni els Estats Units ni els seus aliats afganesos saben quants soldats i policia afganesos existeixen realment, quants de fet estan disponibles per fer tasques o, per extensió, la veritable naturalesa de les seves capacitats operatives». A principis del 2019, almenys 42.000 soldats fantasma van ser retirats de la nòmina de l'exèrcit.
El 30 de juliol, SIGAR va dir que hi havia «efectes corrosius de la corrupció dins de l'ANDSF, imprecisions sobre la força real de les forces afganeses, falta de preparació al combat, voluntat de lluita, insostenibilitat a causa de les dependències d'equips avançats, manca de focus en capacitats de nivell i manca d'informació crítica, com ara avaluacions del control del districte, que es podrien utilitzar per ajudar a mesurar el rendiment de l'ANDSF en els darrers anys».
El 12 d'agost, experts internacionals en lluita contra el terrorisme i alguns funcionaris estatunidencs van dir que el ràpid col·lapse de les Forces de Seguretat Nacional Afganeses (ANSF) en cas de retirada dels EUA «no hauria de sorprendre». Segons un expert, els talibans havien pogut moure les seves forces lliurement per tot l'Afganistan després de l'Acord de Doha amb gairebé cap intervenció de les forces del govern afganès. El mateix dia, l'exassessor estatunidenc Vali Nasr, va dir que «no hi havia cap tipus de lideratge que donés raons als senyors de la guerra locals per què havien de resistir els talibans. Per tant, com més veuen que la victòria dels talibans és inevitable, més la victòria esdevé inevitable, ja que només van acabar amb els seus propis acords».
Mike Martin, antic oficial de l'exèrcit britànic, va dir que Ghani no tenia les habilitats polítiques per mantenir fidels els grups ètnics diferents de l'Afganistan a la idea d'una causa nacional. Molts afganesos són més fidels als seus tradicionals vincles ètnics, tribals i fins i tot familiars que a l'exèrcit afganès, que el comandant talibà provincial va utilitzar per negociar la rendició de moltes tropes. Ali Yawar Adili, director de país de la Xarxa d'Analistes de l'Afganistan, va dir que els funcionaris afganesos, inclòs Ghani, mai no esperaven que els EUA detinguessin el suport logístic i aeri de les forces afganeses. Les tropes afganeses depenien en gran manera del suport logístic i aeri proporcionat pels EUA i van quedar profundament commocionades quan es va retirar el suport nord-americà. Elizabeth Threlkeld, antiga funcionària del departament d'estat dels Estats Units, va dir que l'avanç ràpid dels talibans i la rendició pacífica d'algunes unitats de l'exèrcit afganès havien animat molts altres a seguir el mateix.

#### Suport estatunidenc
Des del 2 de juliol, la retirada estatunidenca del camp d'aviació de Bagram, els atacs aeris nord-americans contra els talibans han estat dirigits des de fora de l'Afganistan, des de la base aèria Al Udeid de Qatar i el grup de vaga de la Marina nord-americana al golf Pèrsic, que requereix que els avions de guerra viatgin diversos hores per assolir els seus objectius. Segons un funcionari de la defensa dels EUA, els atacs aeris des del 2 de juliol van ascendir a només «un grapat» cada dia.

### Potencial ressorgiment d'Al-Qaida
Segons un funcionari de la defensa dels EUA, el buit de seguretat deixat per la retirada de les forces militars nord-americanes podria crear una obertura perquè Al-Qaida i altres grups terroristes es reorganitzessin. El funcionari va afegir que, tot i que els EUA encara mantindrien l'autoritat per assolir objectius d'Al-Qaida a l'Afganistan, la manca d'una presència sòlida dels EUA al terreny dificultaria la capacitat d'identificar objectius potencials. El comandant general de CENTCOM, McKenzie, va dir que no havia vist res que li fes creure que els talibans impedirien que Al Qaeda fes servir l'Afganistan per enfortir-se i reconstruir-se.
El secretari de Defensa britànic, Ben Wallace, va dir que el buit podria donar un refugi a grups terroristes com Al-Qaida.
El 8 d'agost, la cap del grup extremista de vigilància SITE, Rita Katz, va dir que l'avanç dels talibans s'assemblava als primers dies de la guerra civil siriana enmig de les victòries del Front Nusra, «excepte ara en una escala completament diferent, atès el moment horrible dels talibans».

### Avaluacions dels Estats Units d'Amèrica

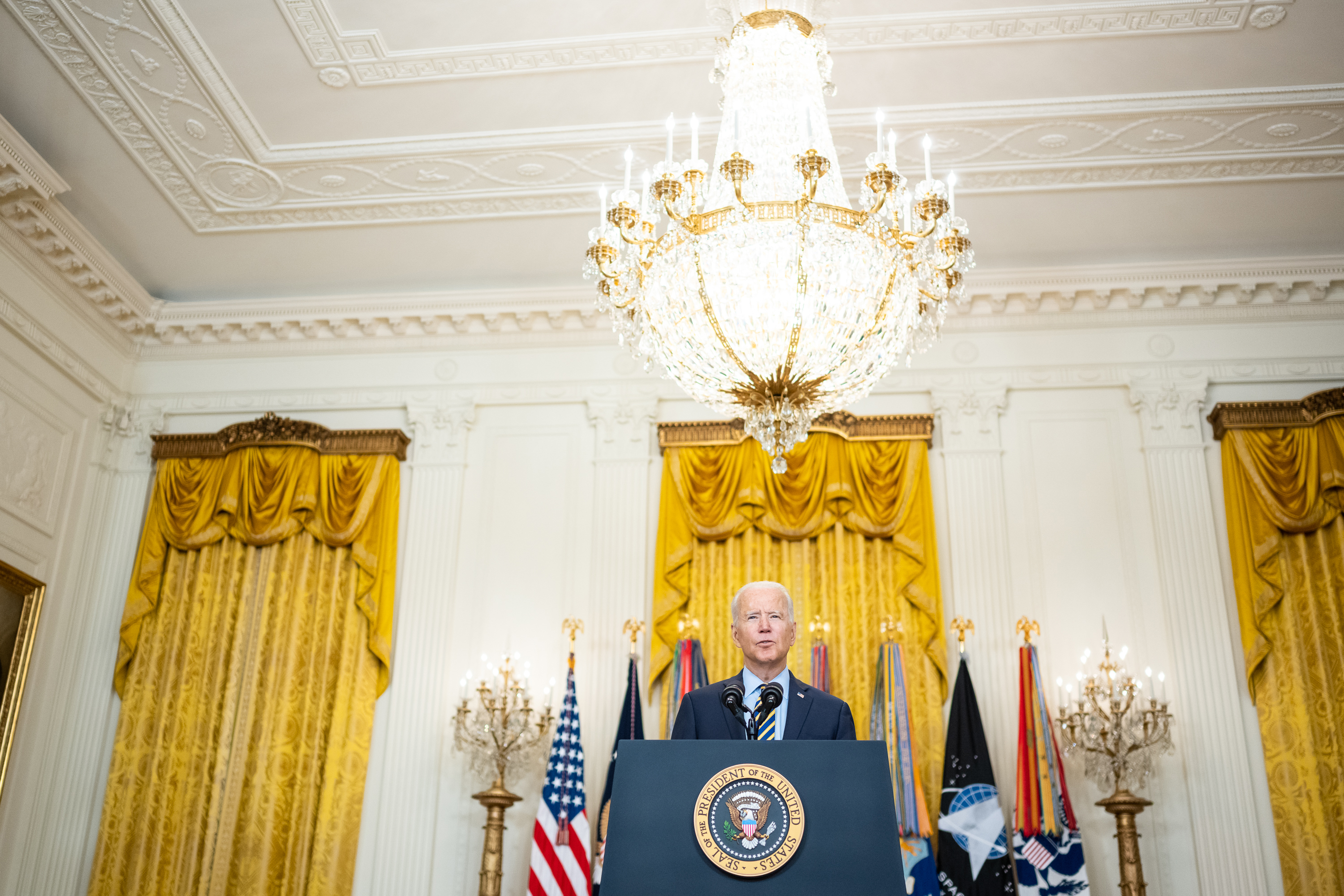
El 8 de juliol, el president dels Estats Units, Joe Biden, va declarar que «la probabilitat que els talibans ho superin tot i que siguin propietaris de tot el país és molt poc probable».

El 23 de juny, la Comunitat d'Intel·ligència dels Estats Units va estimar que el govern afganès podria caure en els propers sis mesos després de la retirada dels Estats Units. El 10 d'agost, funcionaris estatunidencs van revisar l'estimació anterior de sis mesos, dient que podia passar molt més ràpidament i que alguns escenaris preveien la caiguda de Kabul en un termini de 30 a 90 dies. El 13 d'agost, es va informar que «fonts diplomàtiques occidentals» esperaven que els talibans entressin a Kabul durant els propers set dies.
El 8 de juliol, el president dels Estats Units, Joe Biden, parlant als periodistes en una conferència de premsa, va dir que la presa dels talibans de l'Afganistan no és inevitable i va afirmar que «les tropes afganeses tenen 300.000 equipats - tan ben equipats com qualsevol exèrcit del món - i una força aèria contra una mena de 75.000 talibans». El president va dir que la comunitat d'intel·ligència dels Estats Units no ha avaluat que el govern afganès probablement col·lapsaria. Quan se li va preguntar sobre si hi havia paral·lelismes entre aquesta retirada i el que va passar al Vietnam, el president va respondre: «Cap. Zero. El que teníeu és que teníeu brigades senceres trencant les portes de la nostra ambaixada: sis, si no m’equivoco. Els talibans no són el sud: l'exèrcit nord-vietnamita. No ho són, no són comparables remotament en termes de capacitat. No hi haurà cap circumstància en què vegeu la gent que s’eleva del sostre d'una ambaixada als Estats Units des de l'Afganistan. No és gens comparable». Biden va afegir que «... la probabilitat que els talibans ho superin tot i que sigui propietari de tot el país és molt poc». El 15 d'agost, durant l'entrada dels talibans a Kabul, diplomàtics i personal van ser evacuats del sostre de l'ambaixada dels Estats Units a Kabul mitjançant helicòpters Chinook dels EUA.
L'11 de juliol, el secretari de premsa del Pentàgon, John Kirby, va dir que l'ANDSF «té molta més capacitat de la que ha tingut mai» i que «saben defensar el seu país». El 9 d'agost, l'inspector general especial per a la reconstrucció de l'Afganistan, John Sopko, va declarar que el comandament militar dels EUA «coneixia la maldestresa dels militars afganesos».
El 12 d'agost, funcionaris estatunidencs van dir que la velocitat sorpresa de l'ofensiva talibana estava relacionada amb qüestions tant estructurals com polítiques, com ara la subinversió inicial als governs locals, la manca de construcció de nacions suficient, les estructures socials dels clans, topografia, soldats fantasma i qualitat desigual de les tropes, així com el recent acord de pau i l'amnistia dels presos talibans.

### Estratègia dels talibans
Durant la guerra civil afganesa del 1996 al 2001, la resistència als talibans va ser la més forta al nord de l'Afganistan, la base de l'Aliança del Nord. Segons la Xarxa d'Analistes de l'Afganistan, la concentració de talibans de les seves forces al nord pot ser un intent de prevenir la creació d'una segona Aliança del Nord després de la retirada de les forces nord-americanes.
Andrew Watkins, analista sènior de l'Afganistan del International Crisis Group, va dir que no hi havia proves que els talibans haguessin augmentat la seva mà d'obra per dur a terme aquesta ofensiva, a part d'utilitzar alguns dels 5.000 insurgents alliberats anteriorment. Watkins creu que el final dels atacs aeris dels Estats Units va canviar l'escenari. Diu que el final dels atacs aeris estatunidencs va concedir als insurgents llibertat de moviment i van poder reagrupar-se, planificar i enfortir les seves línies de subministrament sense por als atacs aeris nord-americans.

## Reaccions

### Locals
- Afganistan: el govern afganès va prometre recuperar tots els districtes confiscats pels talibans.[184] El polític i exmujahid afganès Ismail Khan va declarar la formació del Moviment de Resistència Popular de l'Afganistan Occidental per combatre els talibans a la província d'Herat.[185] Després de la caiguda d'Herat el 12 d'agost, Khan va ser detingut pels talibans.[186] El 2 d'agost de 2021, el president Ghani va culpar l'avanç dels talibans de la retirada sobtada de les tropes nord-americanes i va dir que el primer no havia tallat els vincles amb organitzacions terroristes i havia intensificat els atacs contra les dones, cosa que els talibans van negar.[187] El diari estatal The Kabul Times va informar que el 9 d'agost, #SanctionPakistan es va convertir en una de les principals tendències de Twitter a l'Afganistan i a tot el món, i els afganesos van responsabilitzar al Pakistan del seu suport als talibans.[188] Després de la caiguda de Kabul i la posterior sortida d'Ashraf Ghani de l'Afganistan, el ministre de Defensa de l'Afganistan, Bismillah Khan Mohammadi, va criticar Ghani en una publicació a la xarxa Twitter i va dir «Ens van lligar les mans per darrere i van vendre el país. (Al·là) Maleeixï Ghani i la seva colla».[189]
- Talibans: el 9 de juliol, el negociador talibà Shahabuddin Delawar va dir que el grup «controlava el 85% del territori de l'Afganistan» i va afegir que «no formava part de l'acord» amb els Estats Units per no atacar els centres administratius afganesos.[184]

### Internacionals

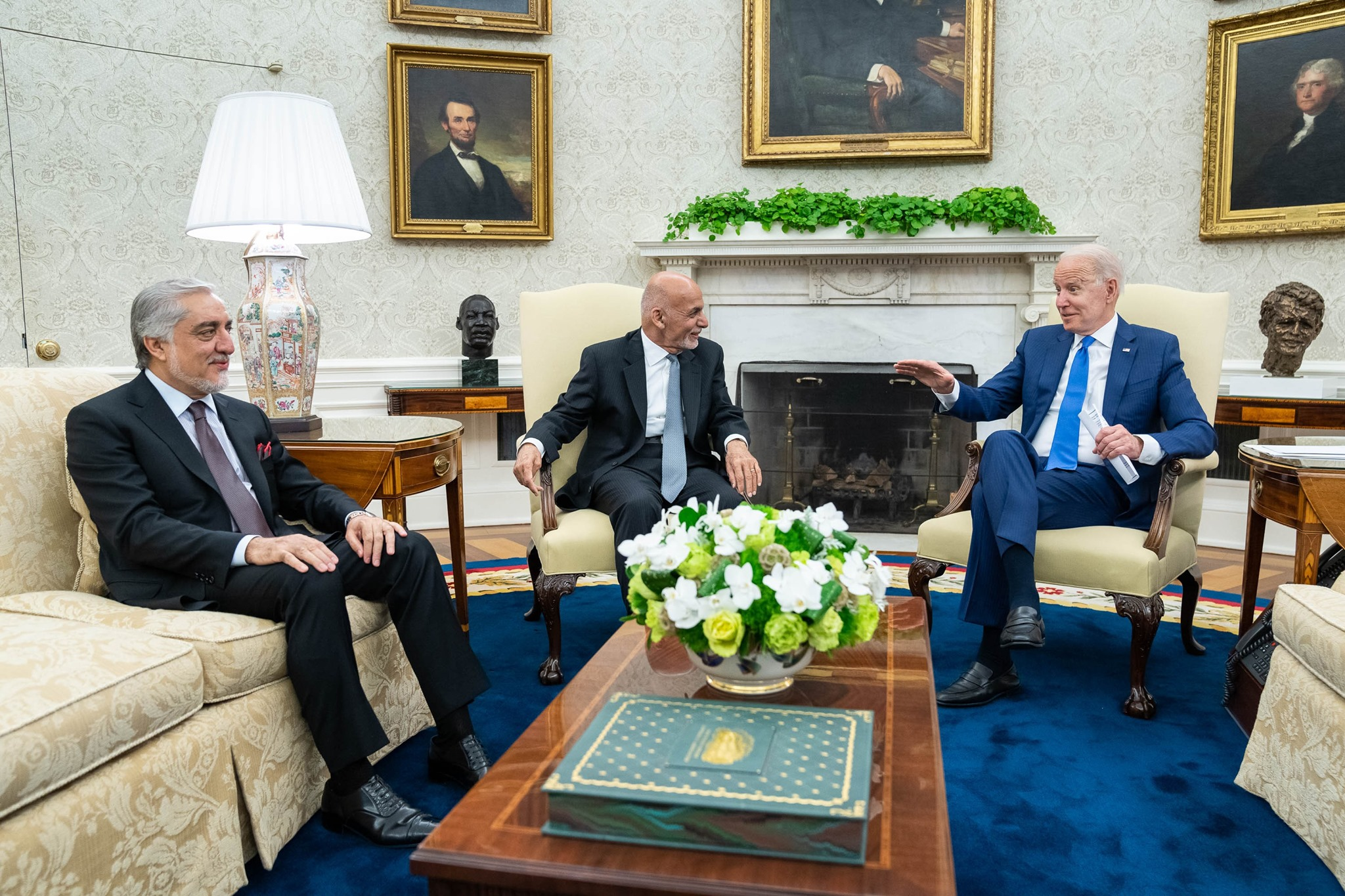
El president dels Estats Units, Joe Biden, reunit amb el president afganès Ashraf Ghani i el políticAbdullah Abdullah, el 25 de juny de 2021.

- República Popular de la Xina: El ministre d'Afers Exteriors Wang Yi va criticar la velocitat i el moment de la retirada de les forces de l'OTAN liderades pels Estats Units i els va instar a retirar-se d'una manera responsable i ordenada.[190]
- Dinamarca: El Ministre d'Afers exteriors, Jeppe Kofod, va dir que Dinamarca decidiria tancar temporalment la seva ambaixada a Kabul i que la situació a Kabul és greu, i fer un esforç addicional per als qui s'han quedat al costat de Dinamarca.[191]
- França: El ministre d'Europa i Afers Exteriors, Jean-Yves Le Drian, va declarar, amb la ràpida deterioració de la situació al país, que el Ministeri va decidir traslladar la seva ambaixada a l'aeroport de Kabul, per tal de procedir a l'evacuació de la totalitat dels diplomàtics francesos a la ciutat.[192] La ministra de les Forces Armades, Florence Parly, a petició del president francès Emmanuel Macron, va enviar un C130J i A400M de la Força Aèria i Espacial Francesa per dur a terme l'evacuació, amb el suport de l'exèrcit francès amb base als Emirats Àrabs Units al Camp de la Paix.[193]
- Alemanya: El ministre d'Afers Exteriors Heiko Maas va dir que Alemanya tallaria l'ajuda financera si els talibans prenguessin el control del país i imposessin la llei xaria.[194]
- Índia: El ministre d'Afers Exteriors S. Jaishankar va dir que l'Índia consultaria totes les parts importants del conflicte, inclosa la Xina, i que l'Índia estava pressionant per a conciliar a l'Afganistan.[195]
- Indonèsia: El Ministeri d'Afers Exteriors va instar tots els ciutadans indonesis a abandonar l'Afganistan.[196] La comissió I del parlament indonesi també va instar al govern a ser actiu en la mediació d'ambdues parts del conflicte com a nació de majoria musulmana.[197]
- Iran: El clergue xiïta, legislador i polític Mojtaba Zonnour va dir que els talibans són una part innegable de la realitat a l'Afganistan, i que no s'ha d'equiparar a grups terroristes islamistes com ara ISIL o Al-Qaida.[198] El Gran Aiatol·là Lotfollah Safi Golpaygani va dir que confiar en els talibans era un error irreparable.[199]
- Kazakhstan:Els representants kazakhs van participar en una cimera de l'Organització de Cooperació de Xangai juntament amb les autoritats russes i xineses per discutir una possible afluència de refugiats afganesos.[200]
- Kirguizstan: Representants del país van participar en una cimera de l'Organització de Cooperació de Xangai juntament amb les autoritats russes i xineses per discutir una possible afluència de refugiats afganesos.[200]
- Nova Zelanda: La primera ministra de Nova Zelanda, Jacinda Ardern, i el cap de la Força de Defensa de Nova Zelanda, Kevin Short, van anunciar que Nova Zelanda desplegaria 40 tropes per evacuar 53 neozelandesos i 37 afganesos que havien treballat per a l'exèrcit de Nova Zelanda juntament amb les seves famílies nuclears.[201]
- Noruega: Noruega va anunciar que tancaria la seva ambaixada a Kabul i el ministre d'Afers Exteriors Ine Marie Eriksen va dir que «hi ha hagut un empitjorament important de la situació de seguretat a l'Afganistan que abans de res afecta la població civil».[202]
- Pakistan: A la vista dels avenços dels talibans, el Pakistan va emetre una declaració en què «el Pakistan hauria de ser vist com a facilitador, no com a garant en el procés de pau afganès».[203]
- Filipines: L'ambaixada de les Filipines al Pakistan, que exerceix jurisdicció sobre l'Afganistan, ha arribat als filipins per a determinar la seva situació de seguretat i aconsellar-los sobre el curs adequat de l'acció. El Departament d'Afers Exteriors va dir que l'ambaixada havia reunit unes 75 persones per a la repatriació, i se n'esperava més d'unir-se a la llista en els pròxims dies.[204] Joseph Glenn Gumpal, president de Samahang Pilipino sa Afghanistan (Organització dels filipins a l'Afganistan), la comunitat expatriada filipina a l'Afganistan, va dir que hi ha vols de repatriació planificats del 22 d'agost al 24 d'agost. A l'Afganistan hi ha almenys 171 treballadors filipins registrats a l'estranger que treballen en 33 empreses que van des de contractistes de defensa a empreses de telecomunicacions.[205]
- Romania: El Ministeri d'Afers Exteriors de Romania va instar a tots els ciutadans romanesos a l'Afganistan a «abandonar el país immediatament» i evitar qualsevol viatge a l'Afganistan.[206]
- Rússia: Les autoritats russes van dir que estaven treballant amb el govern tadjik per protegir-lo de qualsevol amenaça estrangera sota l'Organització del Tractat de Seguretat Col·lectiva.[207] El representant especial rus a l'Afganistan, Zamir Kabulov, va dir que el govern afganès només va parlar només de boca sobre la idea de les converses i que no estaven fent prou per a fer-les realitat. També va dir que Rússia i altres potències regionals preferien un govern de transició a l'Afganistan.[208] Els representants talibans van visitar Moscou al juliol.[209] El Ministeri d'Afers Exteriors de Rússia va dir que els talibans eren de bona ment.[210]
- Espanya: El Govern espanyol es preparà per a evacuar als afganesos que han treballat per a les operacions militars i civils d'Espanya i les missions de la Unió Europea. La Força Aèria Espanyola ja disposa d'un avió de transport A400M preparat per a recollir als evacuats a Kabul tan aviat com s'emeti el comandament, que no hauria de succeir més tard del 30 d'agost.[211] El Ministeri de l'Interior processa qualsevol sol·licitud de protecció internacional realitzada per traductors afganesos i altres que van treballar per a les forces espanyoles després d'arribar a Espanya, en lloc de l'estatus de refugiat.[212]
- Suècia: Suècia va anunciar que tancaria la seva ambaixada a Kabul i la Ministra d'Afers exteriors, Ann Linde, va dir que també es revisarien les formes d'ajuda de Suècia a l'Afganistan.[213]
- Tadjikistan: El president Emomali Rahmon va ordenar que 20.000 soldats de reserva de les Forces Terrestres del país fossin enviats a la frontera entre l'Afganistan i el Tadjikistan.[214]
- Turquia: El país es va oferir a ordenar a les seves tropes que protegissin l'aeroport internacional Hamid Karzai a Kabul.[215]
- Regne Unit: El ministre de defensa del Regne Unit, Ben Wallace, va dir que el Regne Unit estarà disposat a treballar amb els talibans si entren en el poder, sempre que compleixin determinades normes internacionals. No obstant això, Wallace va advertir que el Regne Unit revisarà qualsevol relació si es trobés als talibans violant els drets humans a l'Afganistan.[216] En una crítica inusual als aliats nord-americans del seu país, Wallace es va referir a l'acord de Doha com «un acord podrit» que «de manera efectiva va dir a un talibà que no estava guanyant que estaven guanyant ... A la comunitat internacional, probablement pagarem les conseqüències d'això».[217]
- Estats Units d'Amèrica: El president Joe Biden va defensar la retirada de les tropes dels Estats Units, dient que el país no havia anat a l'Afganistan per a la construcció de la nació.[218] Biden va afegir que no «enviaria una altra generació d'estatunidencs a lluitar allà» i va assenyalar a altres intents fallits d'unificar l'Afganistan en el passat. També va assegurar que la seguretat dels EUA no estava en perill, independentment del resultat de les lluites internes a l'Afganistan.[219][220] El 10 d'agost, el secretari de premsa del Pentàgon, John Kirby, va dir als periodistes que els Estats Units confiaven que els atacs aeris estaven tenint un efecte sobre els talibans, però que el poder aeri americà per si sol no seria suficient per aturar l'ofensiva insurgent.[169]
- Uzbekistan: El govern va plantejar la preocupació d'una possible crisi migratòria a causa de les lluites internes a l'Afganistan i va informar que les autoritats estatunidenques havien contactat amb funcionaris uzbeks per confirmar si l'Uzbekistan podia salvaguardar els afganesos que col·laboraven amb els Estats Units, fugint del país. En resposta, el govern uzbek va erigir una ciutat de tendes de campanya per a immigrants a la ciutat de Termez.[221]
- Ciutat del Vaticà: El Papa Francesc va expressar la seva preocupació pel conflicte a l'Afganistan i va demanar diàleg perquè la població maltractada pogués viure en pau.[222]
- Brasil: En una nota de premsa del 16 d'agost, el Ministeri d'Afers Exteriors mostrava preocupació per la situació i emplaçava l'ONU per mantenir iberts canals de diàleg.[223]

### AlsPaïsos Catalans
- Catalunya del Sud: El president de la Generalitat de Catalunya, Pere Aragonès, lamentà les conseqüències que tindrà el control de l'Afganistan per part dels talibans i s'ha mostrat a disposició de la comunitat internacional per acollir refugiats i assumir el compromís humanitari de Catalunya.[224] La presidenta del Parlament de Catalunya, Laura Borràs, feu una crida a les Nacions Unides, la Unió Europea i l'Organització del Tractat de l'Atlàntic Nord perquè defensessin els afganesos, especialment les dones.[225]
- País Valencià: El president de la Generalitat Valenciana, Ximo Puig, demanà reaccionar envers la situació a l'Afganistan, qualificant-la de sobrecollidora i afirmant que la comunitat internacional no pot mirar cap a un altre costat ni perdre més temps. Recordà que salvar vides i protegir drets humans és una obligació ètica.[226]
- Illes Balears: La presidenta del Govern de les Illes Balears, Francina Armengol, expressà que el món no pot girar l'esquena a l'emergència humanitària. El Govern de les Illes Balears s'ha ofert al Govern d'Espanya per a acollir a dones i nenes de l'Afganistan en qualitat de refugiades o sol·licitants d'asil i poder contribuir a garantir la seva vida i la seva integritat.[227]

### Supranacional
En una declaració conjunta publicada per dotze estats, inclosos la Xina, l'Índia o els Estats Units, amb les Nacions Unides i la Unió Europea, es deia que no es reconeixeria cap govern afganès si s'establís a través de la força.